# Pangkalan Babat
Pangkalan Babat is een bestuurslaag in het regentschap Muara Enim van de provincie Zuid-Sumatra, Indonesië. Pangkalan Babat telt 452 inwoners (volkstelling 2010).